# Karya al-Sufla
Karya al-Sufla és una vila del nord-est de l'Aràbia Saudita. La població estimada el 1960 era de 1.000 persones. Està governada per un emir dependent del governador de la Província Oriental (Aràbia Saudita). És coneguda com a Kurayya (un diminutiu) en oposició a la veïna Karya al-Ulya, més gran. Fou fundada com hidjra o colònia dels Ikhwan, per membres de la tribu Mutayr, el 1919, dirigits per Hayif al-Fughm de la fracció Dhawu Awn. Junt amb el veí poble de Karya al-Sufla forma el conjunt anomenat Karayat (plural dialectal de Karya).